# Celastrina elioti
Celastrina elioti är en fjärilsart som beskrevs av Hayashi 1976. Celastrina elioti ingår i släktet Celastrina och familjen juvelvingar. Inga underarter finns listade i Catalogue of Life.